# Costante di tempo (circuito RC)
In un circuito RC la costante di tempo è una misura del tempo di risposta caratteristico del circuito. Il suo inverso è proporzionale alla frequenza di taglio.

Il valore di questa costante si ottiene come prodotto della resistenza e della capacità elettrica del circuito:
{\displaystyle \tau =R\cdot C},
se R viene espresso in ohm e C in farad, {\displaystyle \tau } risulta espresso in secondi.
In pratica è il tempo richiesto per caricare il condensatore, attraverso il resistore, al 63,2 % della sua capacità di carica totale; oppure per scaricarlo al 36,8 % della sua carica totale. Questi valori vengono derivati dalla costante matematica e, in particolare si ha
{\displaystyle 0,632=1-e^{-1}}
{\displaystyle 0,368=e^{-1}}
La costante di tempo {\displaystyle \tau } è collegata tramite le seguenti equazioni alla frequenza di taglio fc  (un parametro alternativo dei circuiti a corrente continua),
{\displaystyle \tau ={\frac {1}{2\pi \cdot f_{c}}}},
oppure, equivalentemente,
{\displaystyle f_{c}={\frac {1}{2\pi \cdot \tau }}},
Alcune equazioni condizionali:
(fc in Hz) = 159155 / (τ in μs)
(τ in μs) = 159155 / (fc in Hz)
Altre equazioni utili sono:
tempo di salita (20 % to 80 %) {\displaystyle t_{r}\approx 1.4\cdot \tau }
tempo di salita (10 % to 90 %) {\displaystyle t_{r}\approx 2.2\cdot \tau }
| Organizzazione | Costante temporale {\displaystyle \tau } in µs | Frequenza di taglio fc in Hz |
| -------------- | ---------------------------------------------- | ---------------------------- |
| RIAA           | 7958                                           | 20                           |
| RIAA, NAB      | 3183                                           | 50                           |
| -              | 1592                                           | 100                          |
| RIAA           | 318                                            | 500                          |
| -              | 200                                            | 796                          |
| -              | 140                                            | 1137                         |
| MC             | 120                                            | 1326                         |
| -              | 100                                            | 1592                         |
| MC             | 90                                             | 1768                         |
| RIAA           | 75                                             | 2122                         |
| FM             | 70                                             | 2274                         |
| NAB, PCM       | 50                                             | 3183                         |
| DIN            | 35                                             | 4547                         |
| -              | 25                                             | 6366                         |
| AES            | 17.5                                           | 9095                         |
| PCM            | 15                                             | 10610                        |